# George Washington Goethals
George Washington Goethals (New York, 29 juni 1858 – aldaar, 21 januari 1928), een zoon van Vlaamse immigranten afkomstig uit Stekene, was in 1880 afgestudeerd als ingenieur aan de Militaire Academie van West Point. In het leger maakte hij carrière en werd hij in 1903 lid van de eerste generale staf in Washington. In februari 1907 werd hij door Theodore Roosevelt aangesteld als hoofdingenieur tijdens de constructie van het Panamakanaal en was gouverneur van de Panamakanaalzone van 1914 tot 1917. Generaal Goethals werd tijdens de Eerste Wereldoorlog door president Woodrow Wilson aangeduid als generaalkwartiermeester (gezagvoerder van de logistieke departementen) van het Amerikaans leger en diende als vice-stafchef onder generaal Peyton C. March.

Goethals in 1919

## Onderscheidingen en nagedachtenis
- De Goethals Bridge tussen Staten Island (New York) en Elizabeth (New Jersey) draagt zijn naam.
- Straten werden naar hem vernoemd in Richland (Washington),[2] in Queens aan de St. John's University,[3] en in Fort Leonard Wood. Er is ook een Goethals Blvd in het plaatsje Gamboa aan het Panamakanaal.
- Hij staat afgebeeld op verschillende Amerikaanse postzegels, o.a. van de Panamakanaalzone.
- Army Distinguished Service Medal voor zijn verdiensten in de Eerste Wereldoorlog (VS)
- Commandeur in het Legioen van Eer voor zijn verdiensten in WO I (Frankrijk)
- Ridder-commandeur in de Orde van Sint-Michaël en Sint-Joris voor zijn verdiensten in WO I (VK)
- In de Tweede Wereldoorlog werd het troepentransportschip USNS George W. Goethals (T-AP-182) naar hem vernoemd.

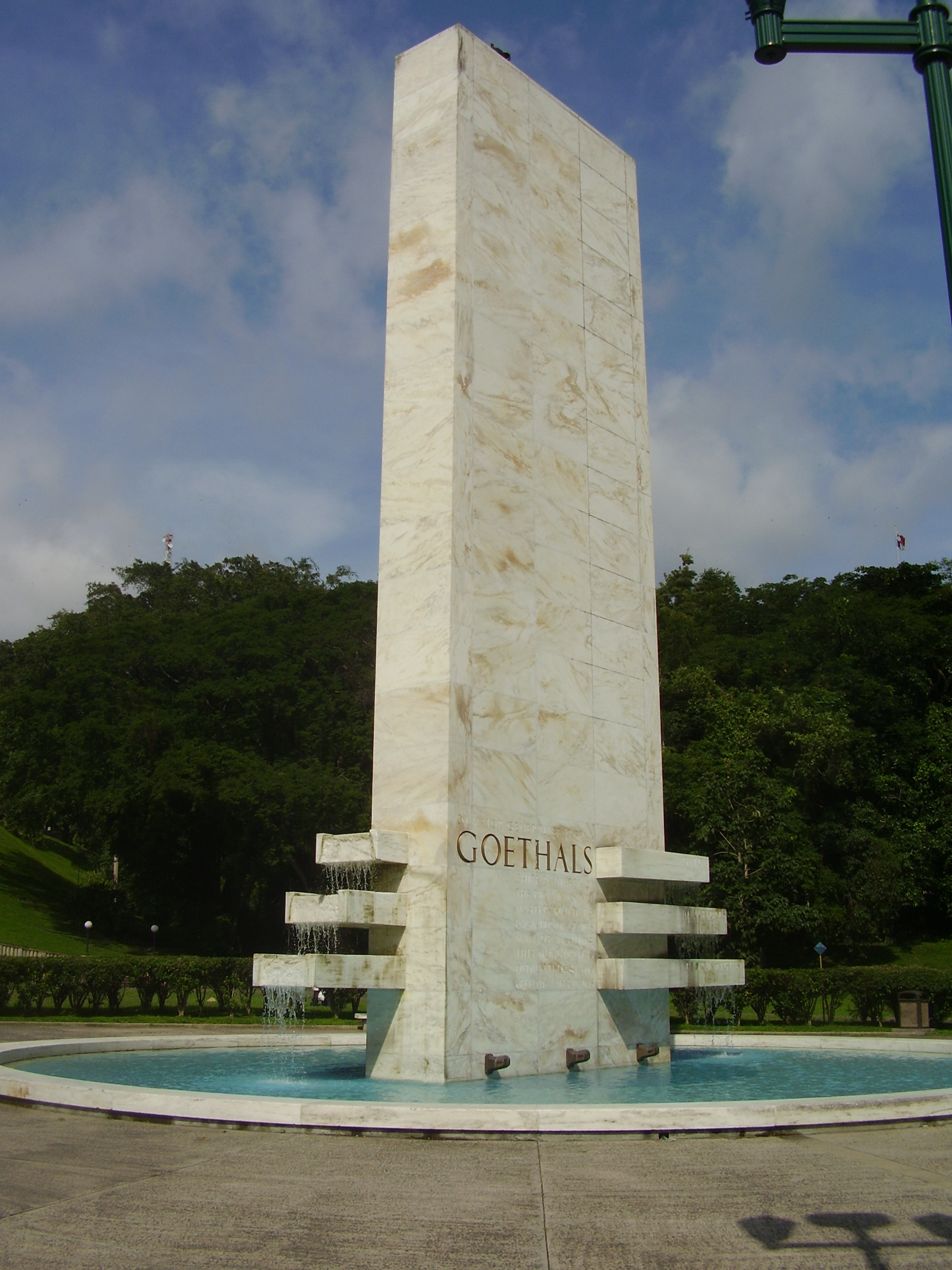
Goethalsmonument te Panama-Stad
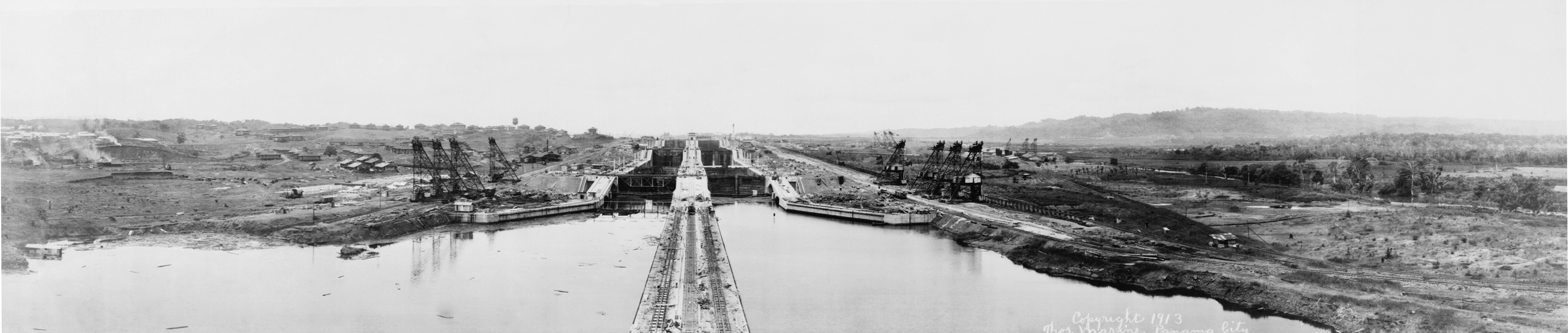
Constructie van sluizen op het Panamakanaal, 1913
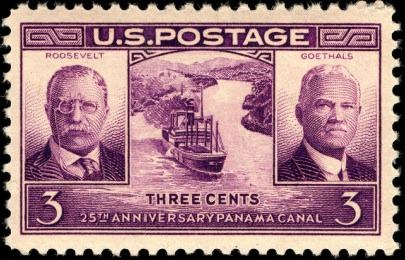
Roosevelt en Goethals op een Amerikaanse postzegel, 1939
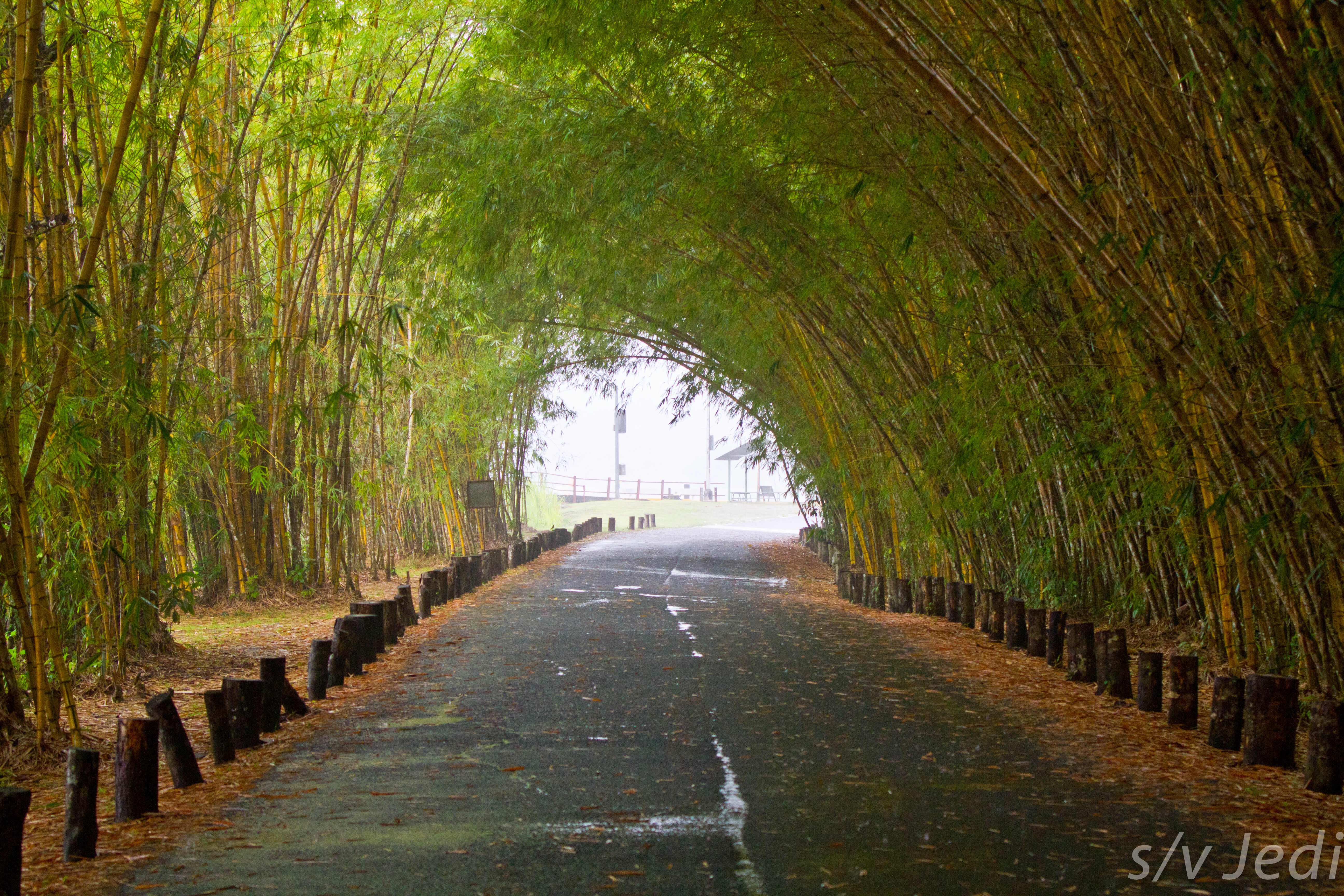
Goethals Boulevard in Gamboa is een tunnel van bamboe in 2011